# 抚松站
抚松站，位于中华人民共和国吉林省白山市抚松县，是宇松铁路上的火车站，建于2009年，由沈阳铁路局管辖。

## 車站周邊
- 抚长高速公路

## 歷史
- 建于2009年。

## 外部連結
- 中国铁路客户服务中心 （页面存档备份，存于）